# Per Magnusson
Per Magnusson —nacido el 30 de mayo de 1969— es un compositor y productor sueco. Inició su carrera musical en 1994 como uno de los miembros del equipo original de los ahora legendarios Cheiron Studios, tras cocrear éxitos internacionales para Boyzone, Britney Spears, Westlife y los Backstreet Boys. Poco después de que los Cheiron Studios cerraran en 2000, formó A Side Productions junto con su compatriota y colega David Kreuger. Desde entonces, el dúo continuó componiendo y produciendo canciones para artistas de alto perfil, tales como Il Divo, Céline Dion, Josh Groban, Shayne Ward y Paul Potts.
Hasta 2013, cocompuso y/o produjo junto con Kreuger seis sencillos número uno en el Reino Unido: «If I Let You Go», «Fool Again» y «My Love» de Westlife, «Evergreen» de Will Young, «Anyone of Us (Stupid Mistake)» de Gareth Gates y «That's My Goal» de Shayne Ward. En abril de 2008, el álbum Spirit de Leona Lewis —el que incluye la canción «Footprints in the Sand», cocompuesta por Magnusson y Kreuger— debutó número uno en la lista Billboard 200 de Estados Unidos. Con ello, Lewis se convirtió en la primera mujer británica que debutó número uno en la lista de álbumes del país norteamericano.